# 응우옌 왕조
응우옌 왕조(베트남어: Nhà Nguyễn / 家阮, 1802년 ~ 1945년)는 베트남의 마지막 왕조이다. 1802년에서 1883년까지는 독립적으로 베트남을 다스렸다. 응우옌 왕조는 남진 정책을 펼쳐 베트남의 국경을 현재의 남부 베트남, 캄보디아, 라오스까지 크게 확장하였으며 전성기에는 동남아시아의 가장 강력한 국가들 중 하나였다. 하지만 1883년 이후에는 프랑스의 괴뢰국으로 전락하여 안남이라는 이름으로 1945년 3월 9일까지 존속하였다. 다만 베트남국까지 응우옌 왕조에 포함시킬 시 1954년까지 존속한 것으로 보기도 한다.
응우옌 가문은 16세기까지 넓은 봉토를 다스리며 힘을 키웠고, 19세기에 마침내 외세의 힘을 빌려 떠이선 왕조(베트남어: Tây Sơn)를 무너뜨리고 새로운 왕조를 개창하였다. 1802년에 자롱이 국왕으로 등극하며 응우옌 왕조의 시작을 열었으나, 19세기 후반 들어서는 점차 프랑스에 흡수되기 시작하였다. 1858년 프랑스의 코친차이나 원정으로 인하여 응우옌 왕조는 현재의 베트남의 남부 절반을 프랑스에게 빼앗겼고, 1862년에는 사이공 조약을 맺어 프랑스가 직접 프랑스령 코친차이나를 세우고 통치하였다. 1863년에 맺어진 후에 조약에서 프랑스는 베트남의 항구들과 외교권을 강탈하였고, 1883년과 1884년 후에 조약으로 남아있던 응우옌 왕조의 영토마저 안남과 통킹으로 나누어 형식상으로만 응우옌 왕조의 자치에 맡겼다. 실제로는 이 때 이미 프랑스가 보호령의 형식으로 베트남 전역을 지배하고 있었다. 1887년에는 코친차이나, 안남, 통킹, 프랑스령 캄보디아를 모두 하나로 묶어 프랑스령 인도차이나를 만들었다.
응우옌 왕조는 제2차 세계 대전이 터질 때까지 허울뿐인 국왕들이 남아 안남과 통킹 지방을 거느리고 있었다. 세계 대전 때에 일본 제국이 1940년에 인도차이나로 들어와 비시 프랑스와 함께 베트남을 공동으로 통치하였으나, 1945년에 전세가 불리해지자 일본은 프랑스를 쫓아내고 베트남을 독립적인 국가로 선포하였다. 이후 일본은 응우옌의 마지막 국왕 바오다이를 내세워 베트남 왕국을 세우고 괴뢰 국가화 시켜 대리통치하였으나 일본이 전쟁에서 패망하고 바오다이 국왕이 퇴위한 이후 멸망하였다. 이후 공산 혁명이 일어나 베트남의 국부 호치민이 1945년에 베트남 민주 공화국을 세우며 공식적으로 143년에 달하는 응우옌 왕조가 끝나게 된다.

## 역사

### 개요
베트남을 포함한 동남아시아는 19세기 이후, 유럽 열강의 침략에 의해 식민지화가 진행되었다. 프랑스는 응우옌 왕조 내부의 혼란을 틈타 군대를 파병하여 제1차 후에 조약, 제2차 후에 조약을 맺고 베트남을 보호령에 편입시키는 데 성공했다.
베트남은 프랑스령 인도차이나 총독부의 지배 하에서 무거운 세금과 부역, 소금, 알코올, 아편의 전매 등의 착취를 받았다. 저항 운동에 참여한 자의 다수는 비밀경찰에 의해 투옥되고 사형을 당하였다. 베트남은 프랑스령 인도차이나 총독부로부터 경제적인 수탈뿐 아니라 전통 문화를 파괴당하고 프랑스 문화를 강요당하는 등 전형적인 식민지 정책의 압정을 겪었다. 그러다가 제2차 세계대전 중 프랑스 본국이 독일에 점령되고, 중일 전쟁의 확대에 따라, 일본은 프랑스로부터 중화민국의 물자를 차단시키기 위해 비시 프랑스 정권과 친화 정책을 써서 프랑스령 인도차이나에 일본군 진주를 인정받았다.

### 광남 완씨의 시대
응우옌 왕조의 초대 황제 가륭제(완복영, 완영)는 레 왕조 대월국 (중흥 레 왕조, 후 레 왕조 : 1532년 ~ 1789년)의 시대에 현재의 중남부 베트남을 지배하고 있던 지방 왕권, 광남 완씨(완씨 광남국)의 출신이다.
후기 레 왕조 시대에 황실은 실권을 잃었고, 북 베트남(통킹) 지방을 지배하는 찐 가문과 남쪽의 응우옌 가문 간의 2대 지방 호족에게 왕권이 분립된다.
두 지방호족은 령강(송강)을 국경으로 서로 대치하고 있었다. 구전자료에 의하면 이 북-남 양국을 당시에는 쓰 당응와이(베트남어: Xứ Đàng Ngoài), 쓰 당쫑(베트남어: Xứ Đàng Trong)이라고 불렀고, 문헌에서는 북하, 남하라고 불렀다. 중국, 일본의 사료에서는 통킹국(교지국), 광남국이라고 불렸으며, 옛 문헌에서는 통킹, 교지국이라고 불렀지만, 두 호족 모두 공적으로는 대월국 황제의 신하를 자칭하여 독자적인 국호나 제호나 연호를 사용하지는 않았다.
1771년, 빈딘에서 완구 등 3형제(완악, 완혜, 완려) 가 주도한 떠이선의 난이 일어났다. 떠이선(베트남어: Tây Sơn / 西山)은 3형제가 봉기한 지명으로, 현재의 빈딘 성의 성도이다. 광남 완씨가 반란의 진압에 시간을 소요하자, 통킹의 찐 씨는 이것을 좋은 기회라고 생각하고 군사들을 대거 이끌고 남하하였다. 1774년에 수도 부춘(베트남어: Phú Xuân푸쑤안)을 함락하자, 예종은 남부로 탈출했다. 완씨 3형제(떠이선 응우옌 씨)는 찐 가문에게 항복하였고, 광남완씨 잔당은 계속 토벌되었다. 1777년에는 남부 자딘(Gia Định) 이 함락당하면서, 거의 대부분의 왕족이 살해되어 광남 완씨의 응우옌 왕조는 막을 내렸다.

### 건국
응우옌 가문의 멸망으로 레 왕조 지배 하의 남북국은 명목상 찐 씨의 세력권으로 통일되었지만, 실제로는 응우옌 씨의 옛 영토의 주인이 떠이선 응우옌 씨 3형제로 바뀌었을 뿐 남북의 대립구도는 변함이 없었다. 남방의 왕자가 중부 북쪽의 푸쑤언(베트남어: Phú Xuân)을 근거지로 하는 광남 완씨에게서 중부 남쪽의 꾸이년(베트남어: Quy Nhơn)을 근거지로 하는 완악으로 바뀌었을 뿐이었다.

#### 떠이선 왕조
광남 완씨 멸망 후, 떠이선 응우옌 씨 막내 완혜는 레 왕조의 정치에 개입하여, 찐 왕조를 전복하고 수도를 부춘으로 천도하여 새로운 떠이선 왕조를 열었다. 떠이선 왕조는 국호를 대내적으로는 대월이라 불렀고, 대외적으로는 안남이라고 칭하였다. 그러나 떠이선 왕조의 쿠데타로 북방의 왕자가 찐 씨에서 완혜(광중제)로 바뀐 것일 뿐 남북대립의 구도는 해소하지 못했다. 결국 떠이선 왕조의 남북 양 정부(쿠이놀, 푸쑤언)도 대치하며, 항쟁에 돌입했다.

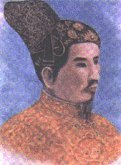
자롱 황제

#### 응우옌 왕조
1777년 이후, 타이(시암)에 망명하고 있던 광남 완씨의 생존자 응우옌아인(이후 자롱제)은 시암 왕과 프랑스 선교사 등의 지원을 받아 끈질기게 떠이선 왕조에 항쟁하였으며, 결국 떠이선 왕조의 내분을 틈타 10년간의 싸움에 종말을 고하고 떠이선 왕조를 타도하게 되었다. 그는 1802년에 수도를 중부 북방의 부춘으로 정하고 광남 완씨의 응우옌을 재건하였다(1802년부터 응우옌 왕조라고 칭한다.). 재건된 광남 완씨의 응우옌은 연호를 자롱(가륭)이라 고쳤다. 1804년에는 중국의 청나라로부터 월남 국왕으로 봉해지고, 정식 국호를 "대월남국"으로 정하였다. 응우옌 왕조는 청나라에 조공을 바쳤지만, 주변의 여러 민족이나 제국에 대해서는 황제라고 칭했으며, 독자적인 연호를 사용하였다. 승천흥운(承天興運)을 국시로 삼아 베트남에 작은 중화제국을 구축했다. 국호는 물론이고 국시와 연호도 국내의 공문서에 모두 기재하도록 하였다.

### 초기
응우옌 왕조는 현재의 베트남과 비슷한 영역을 지배한 최초의 통일 정권이었다. 그러므로 초기에는 성급한 집권화를 행하지 않고, 현재의 하노이를 중심으로 한 북부에는 북성총진을, 자딘(가정)을 중심으로 한 남부에 자딘성 총진을 두어 대폭적인 자치권을 인정했다.
1815년, 가륭율례(嘉隆律例)가 발표되면서 중국적인 제도가 도입된다. 제2대 황제 명명제의 시대인 1830년대에 들어오면서 청의 제도를 모방한 중앙집권화가 추진되어 과거제도나 성을 구분한 지방제도가 정비되었다. 이러한 중앙집권화 정책은 북부, 남부 모두에서 반발을 불렀고, 북부에서는 레 왕조의 자손을 칭하는 '레 유양의 난', 남부에서는 가정성 총진 레 문열의 아들 '레 문조개(려문조개)의 난' 등 대규모 반란이 일어났다. 또 대외적으로는 건국 시에 후원자가 된 시암과의 관계가 악화되고, 캄보디아나 라오스를 둘러싸고 전쟁의 수렁에 빠지게 된다. 내부의 반란은 진정시킬 수 있었지만, 주변을 둘러싼 캄보디아, 라오스 등의 정세는 기본적으로 샴측에 유리하게 진행되었다. 비록 국력은 최대에 이르렀지만, 주변국과의 분쟁으로 국력을 회복하지 못한 채 프랑스의 침략을 받게 된다.
응우옌 왕조는 건국시에 프랑스인을 비롯한 유럽인의 도움을 받아 처음에는 기독교에 호의적이었고, 몇몇 고위급 인사들이 기독교도이기도 했다.(예를 들어 가정성 총진의 려문열 등) 그러나 중국적인 지배체제가 정비되고 유교가 국가의 통치이념으로 부상함에 따라 배타적인 성향이 나타나 기독교는 박해를 받았다. 명명제가 기독교를 엄금하여 외국을 배척하는 분위기로 정국을 진행시킨 것이나, '려문조개의 난'으로 많은 기독교도가 반란군 측에 참가한 사건 등도 기독교가 박해받은 중요한 요인이 되었다.

### 프랑스의 간섭과 코친차이나 할양 (1802년~1862년)
베트남도 구미 열강의 제국주의의 손길을 피해갈 수 없었다. 17세기 초기에 베트남에 통상을 요구하는 사자가 방문했다. 왕조 성립 직후인 1804년, 영국사절 로버츠가 통상관계의 개선을 요구하면서 다낭을 내항하고 있었다. 그리고 1832년에는 미국으로부터의 사절, 에드먼드 로버츠도 유사한 목적으로 내항을 했지만, 거절되었다. 베트남의 독립은 아시아 식민지 사업의 첫 발을 인도차이나 반도에서 내딛었던 프랑스에 의하여 서서히 잠식되었다.
응우옌 왕조 초기 얼마간, 베트남과 프랑스는 교섭이 없었다가 프랑스는 프랑스 혁명(1789년)과 나폴레옹 전쟁 종전(1815년) 이후, 통상관계를 요구하고 베트남에 사자를 파견하는 등 베트남의 경영문제에 대하여 적극적인 자세로 나왔다.:335~337 그러나 자롱 황제는 건국의 공적을 인정하여 프랑스 사람을 우대하고 있었지만, 통상요구에 대해서는 일관되게 거부하는 입장을 취하여, 프랑스의 태도를 보고 경계하기 시작하여 쌍방의 관계는 악화되었다.:335~337 게다가 명명제가 즉위(1820년)하면서 점차 프랑스 사람에 대한 우대조치도 인정받지 못하게 되었다. 1826년에는 개국을 요구하는 프랑스 군함의 함장과의 접견을 거부하고, 1826년에는 역시 건국 때의 공적자인 프랑스인 쇼니의 조카가 영사자격으로 순방을 해왔지만 이것마저 거부해, 베트남과 프랑스의 공식관계는 한동안 중단되었다.
더구나 이 시기에 베트남에서 기독교가 박해받음으로써 베트남-프랑스 간의 관계가 극도로 악화되었다. 명명제가 즉위하면서 기독교에 대한 탄압이 시작되어 1836년에 유럽인 선교사 7명을 처형하고 수백의 협회가 파괴되자, 탄압을 두려워한 수 만의 민중들이 산이나 들로 숨어들었다. 19세기 중반 베트남의 가톨릭 교도가 45만 명으로 늘어나자 응우옌 왕조는 대대적인 기독교 탄압으로 1840년~1860년까지 유럽인 선교사 25명과 베트남 성직자 300명을 처형하여 2만 명의 신도가 죽었고 그들의 마을은 완전히 파괴되었다.
1842년 영국이 중국에서의 개입에 성공하자, 프랑스는 남쪽에서 중국으로 접근함으로써 이러한 영국의 개입에 대응하기를 희망하였다. 이에, 1843년 프랑스의 외무장관 프랑수아 기조는 장바티스트 세실 제독과 레오나르 샤르네르(프랑스어: Léonard Charner) 대령의 지휘하에 베트남에 함대를 파병하였다.:5 이것은 프랑스의 베트남에 대한 개입의 시작이었다. 그러나 프랑스는 중국 내에서의 영국의 활동을 돕고, 베트남 내에서 프랑스인 선교사들에 대한 박해에 대한 보복이라는 핑계를 내세웠다. :27
프랑수아 기조는 세실을 베트남으로 보내어 가톨릭교회 선교사인 도미니크 레페브르(프랑스어: Dominique Lefèbvre) 주교를 구출해 오도록 했다.(1845년) :5 1847년에 즉위한 뜨득 황제도 선대에 이어 보수주의와 쇄국정책을 펼쳤다. 1847년, 2명의 프랑스인 선교사들(베트남에 은밀히 들어갔다가 2번째로 수감된 도미니크 레페브르 주교와 뒤클로스)이 수감되자 이들을 구출하고, 베트남에서의 기독교 의식의 자유를 얻어내기 위하여 :28 세실은 2대의 전함(글르와르, 빅토리외즈)과 라피에르(Augustin de Lapierre) 대령을 다낭에 보냈다. :5 만약 라피에르 대령이, 레페브르 주교가 이미 자유의 몸이 되어 싱가포르로 가는 길이었다는 점을 미리 알았더라면, 라피에르는 베트남의 배들의 마스트를 해체함으로써 공격을 개시하지 않았을 것이다. :5 협상이 아무 성과없이 결렬되자 결과적으로 1847년 4월 14일, 프랑스는 다낭 항에 정박 중이던 나머지 다섯척의 황동 갑판으로 되어 있는 배들을 침몰시키는 공격을 이어갔다. :5 1847년 4월 15일, 프랑스 함대와 베트남 배들간의 전투(다낭 폭격)가 벌어져, 베트남 배들 중 세 척이 침몰하고 프랑스 함대는 도망쳐 나왔다. :28
한편, 프랑스에서는 나폴레옹 3세가 쿠데타(1851년)로 황제의 자리에 올랐다. 그는 "프랑스가 동아시아에 세력을 확장하지 않는다면 2류 국가로 전락할지도 모른다"는 믿음을 가지고 있었다. 또한, 프랑스가 문명화된 서구 문화를 전파해야 할 임무를 띠고 있다는 사상이 퍼져 있었다. 결국 프랑스의 베트남 진출은 베트남을 식민지로 삼으려는 목적이었다.:335~337 나폴레옹 3세의 프랑스는 영국과 연합하여 제2차 아편 전쟁(1858년~1860년)을 치르는 한편:335~337 인도차이나에 프랑스 식민지를 구축하기 위한 단계들을 밟아 나갔다. 1857년 스페인의 호세 마리아 디아스(San Jose María Díaz Sanjurjo) 신부가 살해되자(→Thomasian Martyrs), 그는 프랑스의 로마 가톨릭 선교사들에 대한 베트남의 박해에 응징하고 베트남 조정에 프랑스군의 베트남 주둔을 강요하고자 전쟁의 개시를 승인(1858년)하였다. 이로써 1858년부터 베트남과 프랑스는 전쟁에 돌입하였다. 프랑스 해군은 리고 드 주누이(Rigault de Genouilly) 제독 지휘하에 다낭과 사이공을 점령(각각 1858년 9월 1일과 1859년 2월 17일)하였다. 사이공의 점령은 프랑스의 인도차이나 식민지화의 시작이었다. 그리고, 프랑스 해군은 남부 베트남의 요충지에서 베트남군을 패퇴시켰다. 프랑스는 1861년에는 대대적인 침략을 감행하였다. 결국 뜨득 황제는 1862년 항복하고 만다.
프랑스와 베트남 간에는 불평등 내용을 담은 사이공 조약을 체결하고:335~337 전쟁은 종결되었다. 사이공 조약의 주요 내용은 다음과 같다:
1. 남부 베트남의 비엔호아성, 자딘성[14], 딘뜨엉성(Định Tường) 3개 성[15]을 할양한다.
2. 베트남은 프랑스에게 막대한 전쟁 배상금을 지불한다.
3. 프랑스의 전함이 메콩강을 자유 항해하는 것을 허용한다.[16]
4. 프랑스의 베트남 내에서의 자유로운 가톨릭 포교 특권을 인정한다.
5. 3개의 항구를 프랑스와의 무역을 위해 개항한다.
6. 베트남이 다른 나라와 교섭할 때 프랑스 황제의 동의를 받도록 한다.

### 홍강 통상 문제와 북부 베트남 공략(1867년~1883년)
그러나, 프랑스의 베트남 진출은 베트남을 식민지로 삼으려는 목적이었다.:335~337 당시 응우옌 왕조에서는 1865년에 레 왕조의 후손이라 자칭하는 사람의 반란 등, 반란이 빈번히 일어났고, 국력이 쇠약해지고 있었다. 1867년 프랑스는 남부 베트남과 사이공을 점령하고 코친차이나로 개명했고 코친차이나의 식민지화에 성공한 프랑스는 메콩강을 이용한 중국 윈난과의 통상로 개발을 추진했다. 상세한 조사를 한 결과, 메콩강 중류는 현재의 라오스, 캄보디아 국경 지대를 중심으로 급류 및 암초가 많아 그 상류로는 항해가 불가능하였으므로 통상로로 이용하는 것은 어려웠다.:335~337 그리하여 프랑스는 대안으로서 통킹에서 홍강을 거슬러 올라가 중국 윈난에 도달하는 통상로를 주목했다. 1871년 프랑스의 모험가이자 상인인 장 뒤퓌(Jean Dupuis)가 홍강을 통해 윈난에 도달할 수 있다는 사실을 발견하고, 1872년 11월 뒤퓌는 베트남 정부의 허가를 받지 않은 채 무장군대를 태우고 홍콩을 출발해 홍강까지 물건을 실어 나르기로 작정했다. 위협도 하고 뇌물도 쓰면서 베트남인들의 저지를 뚫고 마침내 윈난으로 수하물을 운반했으나, 하노이로 돌아온 그는 자신을 도와준 베트남 동료들이 투옥되고 그의 배와 부하들은 앞으로 홍강에서 장사를 못하게 된 사실을 발견했다. 뒤퓌로부터 보호요청을 받은 프랑스령 코친차이나(베트남 남부) 총독 마리 쥘 뒤프레(Marie-Jules Dupré, 재위 1871~74년)는 사건조사를 명목으로 프란시스 가르니에 해군 대령을 하노이에 파견하였다. 뒤퓌의 요청을 받은  가르니에는 1873년 11월 5일 하노이에 도착해 베트남 관료들과 정면대결을 시작했다.  11월 20일 무장이 잘 된 소규모 군대를 이끌고 하노이 성채를 공격해 수적으로 우세한 베트남 군대를 이겼고, 그뒤에도 계속 공격을 시도해 송코이 강 삼각주의 여러 곳을 점령했다. 또한, 하이즈엉, 닌빈 등지를 공격하였다.:335~337 그러나 12월 중순경 베트남 정부는 류융푸가 이끄는 중국 흑기군(黑旗軍)에 협력을 요청했고, 마침내 1873년 12월 21일 가르니에는 하노이 성채를 공격해 온 흑기군을 격퇴하려다가 전사했다. 그러나 베트남은 프랑스의 외교적인 압력 아래 사이공에서 1874년 3월에 평화와 연맹 조약(이를 "제2차 사이공 조약", "갑술조약"이라고도 한다.)을 체결하였다. 그 내용은 다음과 같다.

- 프랑스와 베트남은 영구연맹하며, 베트남을 독립국으로 승인한다.
- 베트남의 대외정책은 프랑스의 대외정책과 부합하여야 한다.
- 베트남에서 천주교는 자유롭게 포교할 수 있다.
- 하노이를 개항하고, 영해에서 운남에 이르는 수로로 대외무역을 개방하여, 프랑스 영사는 치외법권을 향유한다.
- 조약체결 1년만에 후에에 공사를 파견한다.:335~337

결과적으로 이 조약은 베트남을 독립국으로 인정하는 대신 기존 중국의 베트남에 대한 종주권을 부인하는 것이었다.:335~337
프랑스는 프로이센-프랑스 전쟁(1870년 7월 19일 – 1871년 5월 10일)에서 패한 이후, 점차 국력을 회복하여 베트남에 대한 적극적인 진출을 기도하고, 1881년에 프랑스 의회는 240만 프랑을 베트남에서 군비로 사용하도록 승인하였다. 1881년말, 홍강을 거슬러 올라가고 있던 프랑스인이 흑기군에 저지되는 사건이 발생했다. 프랑스령 코친차이나(베트남 남부) 총독 르 밀 드 비렐 제독은 갑술조약(또는 제2차 사이공 조약, 1874년) 위반을 문책하기 위해 프랑스 교지지나 해군함대 사령관 앙리 리비에르(Henri Rivière) 해군 대령을 하노이에 파견하였다. 1882년초에 하노이에 도착한 리비에르는 교섭이 무익하다고 판단해 즉시 군사행동을 개시하여 1882년 4월에 하노이를 점령했다. 그리고 다음해 1883년에는 흑기군에 대한 공격을 시작하였다. :337~339 뜨득의 원군 요청을 받은 청나라는 통킹 지방에 출병하였고, 흑기군도 떠이 선(西山)을 거점으로서 프랑스군과 대치했다.
한편, 1882년에 청나라의 이홍장은 프랑스 공사 보우리(Bou-ree)와 톈진에서 담판을 시작하여 가조약 3조에 합의하였다. 즉 중국은 군대를 운남, 귀주 성으로 철수시키고, 프랑스도 베트남을 침략점거하지 않으며, 베트남 국왕의 위신을 떨어뜨리지 않을 것이며, 보승(保勝)을 개항하여 중국과 프랑스가 여기에서 무역하며, 또한 이곳을 중국의 영토와 같은 비율로 세금을 징수하고, 중국과 프랑스는 경계를 설정하여 베트남 북부의 자치를 보호한다고 하였다. :337~339 톈진 담판의 가조약이 체결되자 프랑스군은 철군하고 군대를 파견하여 베트남 북부의 변경을 순시하였는데, 이 사실을 몰랐던 흑기군은 이들과 충돌을 일으켜 프랑스군을 물리쳤다. :337~339
위기를 맞이한 응우옌 왕조에서는 급기야 1883년 7월 9일, 뜨득 황제가 사망한다. 이어 7월 20일 죽득 황제가 즉위하지만, 여자를 밝히는 성격이라는 이유로 완조 실권을 장악하고 있던 완문상과 존실설에 의해 불과 3일 후인 7월 23일 폐위되고 7월 30일에 히엡호아 황제가 옹립 되었다. 응우옌 왕조 내부의 극심한 혼란을 틈타 프랑스는 후에 공략을 결정하고, 1883년 8월에 후에의 외항인 후안을 공략하고 그대로 후에로 진격하자 응우옌 왕조는 저항하지 못하고 강화를 요청하여, 계미조약(제1차 후에조약, 알만조약)이 체결되게 된다. 이 조약으로 응우옌 왕조는 프랑스의 보호국이 되어, 안남(중기)은 완조에 의한 통치를 인정하였지만, 통깅(북기)에는 프랑스 영사관을 설치, 비엔투안 성(Bienthuan Provinces)을 프랑스에게 할양하며, 프랑스는 홍강의 양안에 군사 보급지를 설치하고 흑기군을 축출하기로 하였다. 이 소식이 청나라에 전해지자 주전파들은 베트남의 원조를 주장하였다. 단지 공친왕과 이홍장은 무력 사용을 반대하고 외교적인 방법으로 베트남 문제를 해결하려고 하여 '이홍장-트리코 회담'이 다시 시작되었다. 여기에서 북위 20도선을 경계로 하자는 이홍장의 주장과 북의 22도를 경계로 하자는 프랑스의 주장이 대립하여 결렬되고 결국, 프랑스는 무력으로 베트남 문제를 해결하고자 흑기군에 대하여 공격을 시작했다. :337~339
히엡호아 황제는 즉위 후 완문상, 존실설의 두 명을 숙청하려 했지만, 반대로 두 사람에 의해 독살(11월 29일)되어 끼엔푹 황제가 옹립(12월 2일)되었다. 1883년 12월에 흑기군은 반격하여 하노이를 탈환하고 프랑스의 리비에르는 전사(1883년)했다. 패전 소식을 들은 프랑스 정부는 베트남 정벌군 파견을 결정하고, 응우옌 왕조와 프랑스 사이의 긴장도 높아졌다.

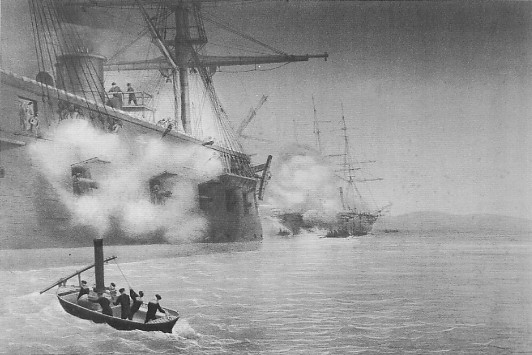
청불 전쟁

### 프랑스의 베트남 전역 지배(1884년~1887년)
프랑스는 1884년 4월에 포르니에르(Fo. E. Fournier)를 청나라에 파견하여 이홍장과 담판하게 하였다. 그 결과, 청은 프랑스의 베트남 보호권을 승인하고 베트남에 주둔하고 있던 청군을 변경으로 철수시키기로 하는 대신, 프랑스는 중국의 변경을 침범하지 않는다는 5개조로 된 '청-프 간명조약'을 체결하였다. :337~339 1884년 6월에는 갑신조약(제2차 후에조약, 파트노트르 조약)이 체결되어 응우옌 왕조는 완전히 프랑스의 지배하에 들어가게 되었다. 이 조약으로 베트남은 프랑스의 보호국임을 받아들이고, 프랑스는 통감을 베트남에 두기로 하였다. :337~339 간명조약 체결 이후 철군 명령을 전해받지 못한 베트남 주둔 청나라 군대와 홍 하를 순시하려는 프랑스 군대 사이에 충돌이 일어나게 되었는데, 이를 '북려충돌'이라 부른다. 이 때 청조에서는 주전파 장지동을 다시 양광총독으로 임명하고 진보침과 장패륜을 광동과 복건에 보내 군무를 처리하도록 하는 한편, 베트남에 있는 유영복을 데려오도록 하였다. :339~341
프랑스도 대대적인 중국 침략계획을 수립하고 해군에게 타이완의 기륭을 공격하도록 하는 한편, 복곤의 마미(馬尾)를 공격하여 청나라의 복건 함대를 패퇴시켰다. :339~341 끼엔푹 황제는 즉위 후 불과 8개월 만에 사망(1884년 7월 31일)하고, 끼엔푹 황제의 남동생인 함응이 황제가 즉위(8월 2일)했다. 프랑스의 공격에 대해 청은 지금까지의 타협정책을 버리고 8월 6일에 정식으로 프랑스에게 선전포고하였다. 우선 육로로 군대를 신속하게 베트남으로 이동시키는 한편 연해의 해군에 대하여는 프랑스군의 공격을 철저하게 방어하도록 지시하였다. 육로의 작전은 주로 중국과 베트남의 국경과 베트남의 영토에서 진행되었다. 그러나 프랑스군의 공격으로 1884년 2월에 변경의 요지인 진남관이 함락되었다가 풍자재가 이끄는 군대의 공세로 겨우 수복하였다. 해로의 경우 전세가 중국에게 유리하지 못하였으나 프랑스에게도 결코 유리한 편은 아니었다. :339~341
이때 영국, 미국, 독일 등이 조정에 나섰는데, 특히 영국은 총세무사인 하트를 이용하였다. 하트는 영국정부로부터 위임을 받고 중국해관의 영국 런던사무처의 캄벨(James Dunean Campbell)을 1885년 4월에 프랑스 파리시로 파견하여 '청-프 간명조약이 유효하다'는 전제 아래 프랑스와 정전협정을 체결하였다. :339~341 그리하여 청불 전쟁은 끝났으며, 1885년 6월에 이홍장과 프랑스 공사인 파트노트르(Jules Patenotre) 사이에 톈진에서 "청-프 신약" (혹은 톈진 조약)을 체결하였다. 그 내용은 중국이 베트남을 프랑스의 보호국으로 인정하였다. 이로써 청나라는 응우옌 왕조에 대한 종주권을 상실하게 되었다. 또한, 중국과 베트남의 변경 두 곳의 통상 장소를 정하기로 하는 한편, 프랑스 화물은 베트남과 광서 변경에서 관세율을 감하기로 하고, 이후 중국에서 철도를 건설할 때 프랑스와 협상하도록 하였다. :339~341
1885년 7월(음력 5월 23일), 프랑스의 고압적 태도에 반발한 존실설은 쿠데타를 일으켜, 후에의 프랑스 주둔군 및 프랑스인들을 습격해 프랑스 세력을 제거하려 하였다. 프랑스군은 즉각 반격을 시작해 궁성을 점거했다. 존실설은 함응이 황제를 데리고 북방의 광평성으로 도피하여 프랑스 세력에 대항하기 위해 베트남 각지에 격문을 돌렸다. 프랑스는 함응이 황제의 후에 귀환과 존실설의 체포에 열을 올렸지만, 산 속에서 게릴라전을 하는 두 사람을 체포하지 못하고, 1885년 9월에 함응이 황제의 퇴위를 선언하고 동경제를 옹립했다. 그 후도 프랑스에 대한 항쟁은 계속되었지만, 근대적인 프랑스군에 번번이 패하게 된다.
이와 같이, 1859년부터 1885년까지 프랑스는 무력을 통해 타이와 미얀마를 제외한 인도차이나 반도(즉, 현재의 베트남, 캄보디아, 라오스)를 식민지화하여 프랑스령 인도차이나(1885년)를 세웠다. 이로써 베트남 전역이 프랑스령 인도차이나에 포함되었다. 프랑스는 베트남 사회에 뚜렷한 정치적 및 문화적 변화를 가져온다. 근대 교육의 서구적인 체계가 도입되고 베트남 사회에 기독교가 전파되었다.(↔베트남-프랑스 관계·프랑스령 인도차이나)

### 프랑스령 인도차이나

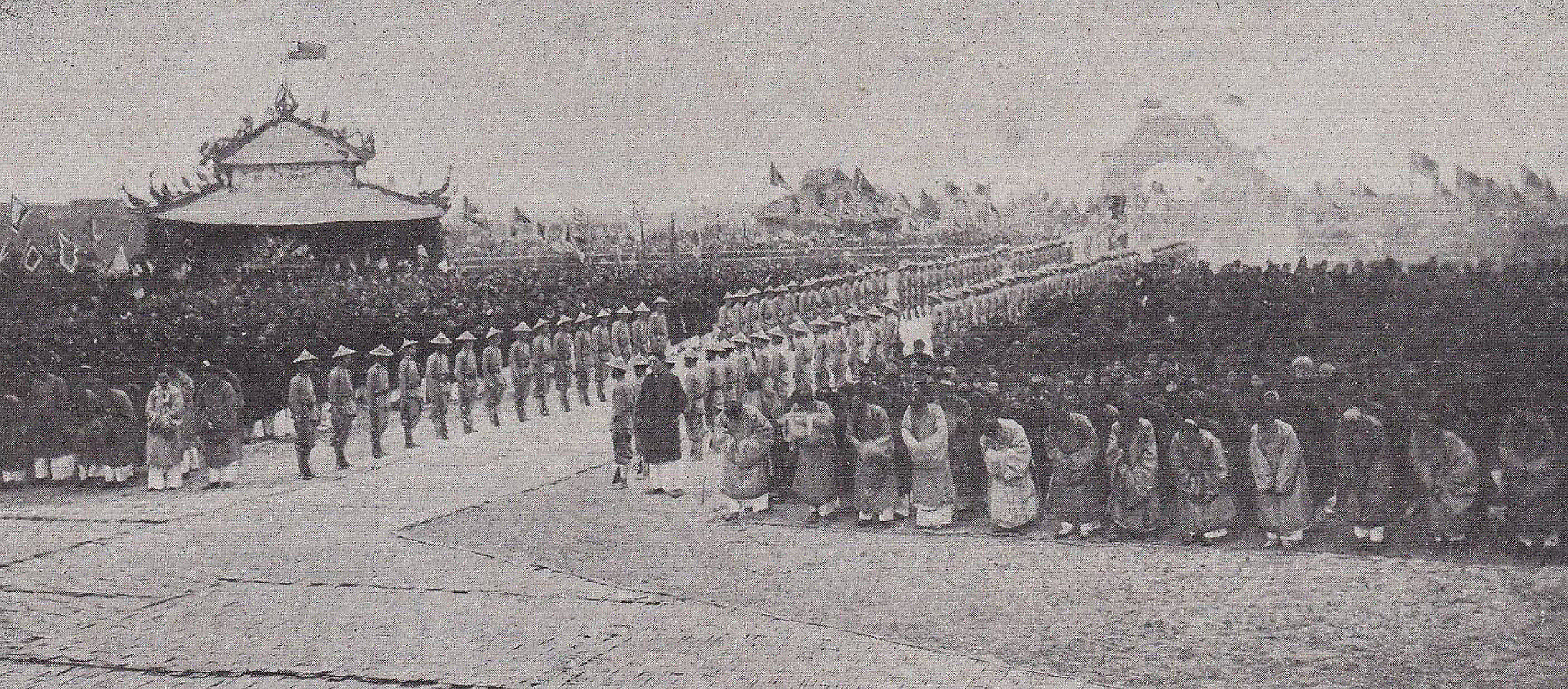
바오다이(Bao-Dai) 전하께서 10월 17일(1932년 11월 4일) Thanh-Hóa에 있는 왕조의 조상들의 무덤을 순례하였다.

## 문화

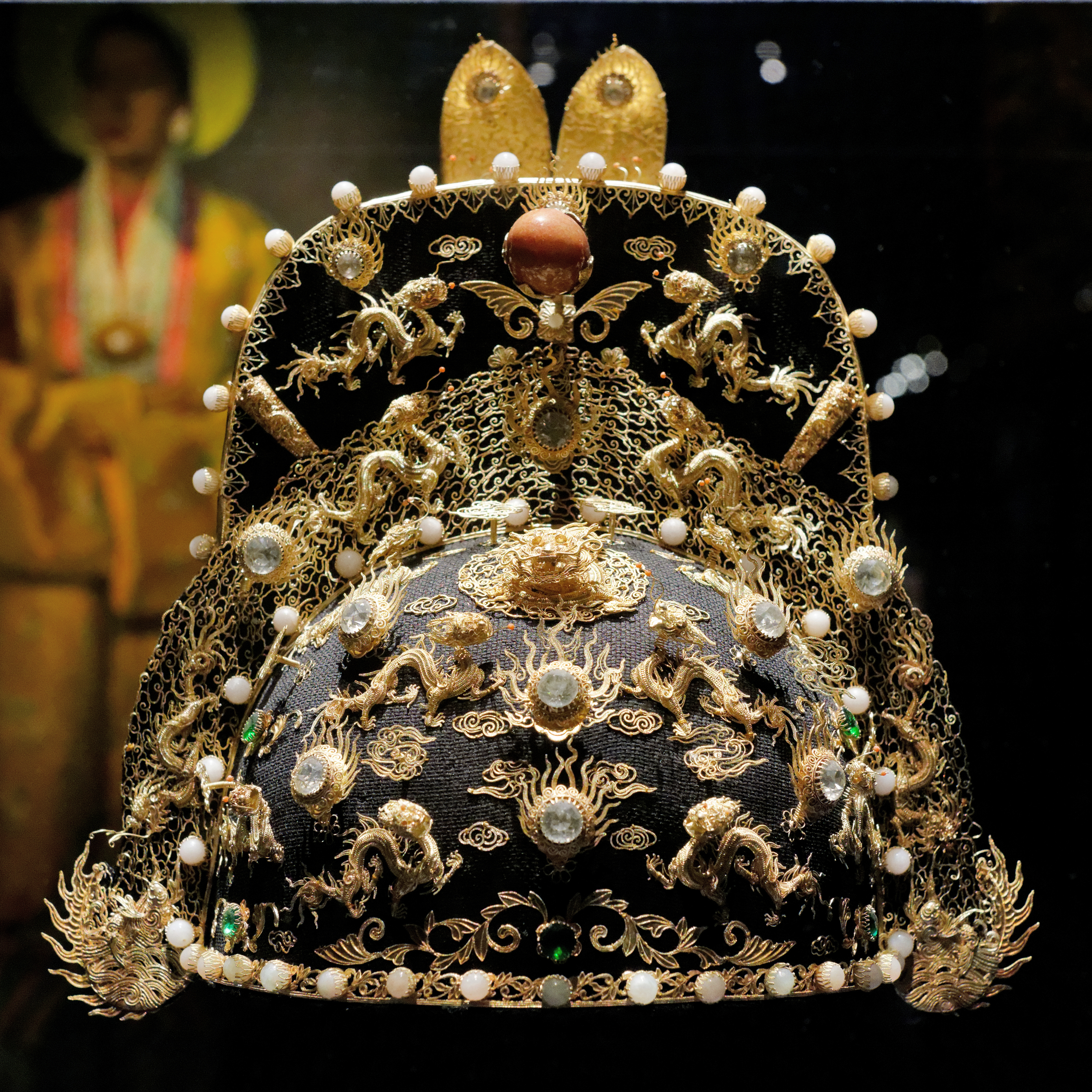
응우옌 왕조의 왕관

베트남은 약 1,000여 년 동안 중국의 간접적인 영향력을 강하게 받았으며, 이 때문에 중국 대륙의 유교나 관료제와 같은 중화 문물들을 많이 받아들였다. 베트남인들은 스스로를 문명인이라고 여겼으며, 캄보디아와 같은 이웃 국가들을 상대적인 야만족이라고 여기며 소중화 사상을 가지고 있었다. 응우옌 왕조 들어서는 이러한 경향이 더더욱 심해졌고, 베트남은 인근의 캄보디아인들에게 중국의 문화를 받아들이라고 종용하기 시작할 정도였다. 베트남은 캄보디아에게 머리를 짧게 자르지 말고 한족식으로 길게 길러 상투를 틀으라고 조언하였으며, 바지를 입지 말고 한족식 의복을 입으라고 권유하였다. 특히 명나라가 멸망할 때 약 3,000여 명의 한족들이 청나라의 통치를 거부하여 베트남 지역으로 몰려왔는데, 이들이 대부분 성인 남성들이었기에 베트남에서는 이들을 현지의 여성들과 혼인시켜 정착해 살도록 허가해주었다. 이들은 청나라에 극도의 적개심을 가지고 있었으며, 이들이 낳은 자식들도 스스로를 중국인의 정체성을 가지고 있었으며 이들을 명향(明鄕)이라고 부른다. 이들은 청나라 이후 베트남에 이주해온 이들과는 달리 만주식 변발도 절대 하지 않았으며  청나라의 풍습을 받아들이는 것도 거부하였다.
민망 황제는 100여 년 넘게 이어온 참파 왕국과의 갈등을 승리로 이끌었다. 당시 참파의 무슬림 지도자인 카티프 수마는 캐란탄에서 교육을 받았으며, 참파로 돌아온 이후에는 참파 왕국의 영토를 무력으로 합병한 베트남을 상대로 지하드를 선포하였다. 또한 베트남인들은 영토를 자국령으로 만든 후에 그 곳에 거주하는 무슬림들에게 강제로 도마뱀이나 돼지고기를 먹게하였고, 힌두교도들에게는 소고기를 먹게 하여 베트남 문화에 동화시키려 하였기에 당시 무슬림들의 반발은 더 거셌다고 전해진다.
민망 황제는 캄보디아인들과 같은 상대적 소수민족들을 중국화시켰다. 그는 중국 문화를 열성적으로 받아들였으며, 자국민을 한인(漢人)이라고 부를 정도였다. 당시 황제는 “우리는 그들의 야만적인 풍습이 모두 사라지기를 바라야만 한다. 또한 그들이 점점 중국풍을 일상 속에 깊이 스며들게 할 수 있도록 해야만 한다”라고 말하기도 하였다. 베트남은 특히 크메르족이나 참파족을 대상으로 중국 문화를 전파였다. 자롱 황제는 크메르인들을 철저히 차별하였고, 민망 황제는 동화 정책을 펴 소수민족들의 문화를 강제로 베트남의 문화에 융합되도록 하였다.
응우옌 왕조는 청나라에서 받아들인 의복을 국민들에게 크게 장려했다. 백묘족 여성들이 전통적으로 입던 바지 대신 청나라식 바지를 입기 시작하였고, 청나라식의 치파오가 베트남에도 전래되어 베트남인들도 즐겨 입었다. 현재 베트남의 전통의상인 아오자이는 1920년대부터 발달하기 시작하였는데, 이 때 치파오의 영향을 받으며 현재의 모습으로 발달할 수 있었던 것이다. 베트남의 지역 관리들도 청나라식 의복을 장려하였고, 이 때문에 한푸와 느낌이 비슷했던 베트남의 원래 전통의상이 아오자이로 대체되게 되었다. 베트남의 군주였던 응우옌푹코앗은 관리와 군대도 중국식 의상을 입도록 강제하였다.

## 여담
현재 응우옌 왕조의 피를 직접적으로 가진 후손은 현재 대한민국 제주특별자치도에 거주중인 응우옌 틱꽝득 밖에 남아있지 않는다. 현재 그는 베트남 공산 정부를 피해 한국으로 망명한 상태.

## 역대 황제
| 초상화 | 대수   | 묘호                               | 시호 | 성명                                                      | 생존기간        | 재위기간        | 연호                         | 능호            |
| ------ | ------ | ---------------------------------- | --- | --------------------------------------------------------- | --------------- | --------------- | ---------------------------- | --------------- |
| -      | (추존) | 조조 (肇祖) (1821년 민망 황제)     | 이모수유흠공혜철현우굉휴제세계운인성정황제 (貽謀垂裕欽恭惠哲顯佑宏休濟世啓運仁聖靖皇帝) (1806년 자롱 황제)                                                          | 응우옌낌 (Nguyễn Kim / 阮淦 / 완감)                       | 1468년 ~ 1545년 | -               | -                            | 장원릉 (長原陵) |
| -      | (추존) | 태조 (太祖) (1806년 자롱 황제)     | 조기수통흠명공의근의달리현응소우요령가유황제 (肇基垂統欽明恭懿謹義達理顯應昭祐耀靈嘉裕皇帝) (1806년 자롱 황제)                                                      | 응우옌호앙 (Nguyễn Hoàng / 阮潢 / 완황)                   | 1525년 ~ 1613년 | -               | -                            | 장기릉 (長基陵) |
| -      | (추존) | 희종 (熙宗) (1806년 자롱 황제)     | 현모광렬온공명예익선수유효문황제 (顯謨光烈溫恭明睿翼善綏猷孝文皇帝) (1806년 자롱 황제)                                                                              | 응우옌푹응우옌 (Nguyễn Phúc Nguyên / 阮福源 / 완복원)     | 1563년 ~ 1635년 | -               | -                            | 장연릉 (長衍陵) |
| -      | (추존) | 신종 (神宗) (1806년 자롱 황제)     | 승기찬통강명웅의위단영무효소황제 (承基纘統剛明雄毅威斷英武孝昭皇帝) (1806년 자롱 황제)                                                                              | 응우옌푹란 (Nguyễn Phúc Lan / 阮福瀾 / 완복란)            | 1601년 ~ 1648년 | -               | -                            | 장연릉 (長延陵) |
| -      | (추존) | 태종 (太宗) (1806년 자롱 황제)     | 선위건무영명장정성덕신공효철황제 (宣威建武英明莊正聖德神功孝哲皇帝) (1806년 자롱 황제)                                                                              | 응우옌푹떤 (Nguyễn Phúc Tần / 阮福瀕 / 완복빈)            | 1620년 ~ 1687년 | -               | -                            | 장흥릉 (長興陵) |
| -      | (추존) | 영종 (英宗) (1806년 자롱 황제)     | 소휴찬업관홍박후온혜자상효의황제 (紹休纂業寬洪博厚溫惠慈祥孝義皇帝) (1806년 자롱 황제)                                                                              | 응우옌푹타이 (Nguyễn Phúc Thái / 阮福溙 / 완복태)         | 1650년 ~ 1691년 | -               | -                            | 장무릉 (長茂陵) |
| -      | (추존) | 현종 (顯宗) (1806년 자롱 황제)     | 영모웅략성문선달관자인서효명황제 (英謨雄略聖文宣達寬慈仁恕孝明皇帝) (1806년 자롱 황제)                                                                              | 응우옌푹쭈 (Nguyễn Phúc Chu / 阮福淍 / 완복주)            | 1675년 ~ 1725년 | -               | -                            | 장청릉 (長淸陵) |
| -      | (추존) | 숙종 (肅宗) (1806년 자롱 황제)     | 선광소렬준철정연경문위무효녕황제 (宣光紹烈濬哲靜淵經文緯武孝寧皇帝) (1806년 자롱 황제)                                                                              | 응우옌푹쭈 (Nguyễn Phúc Chú / 阮福澍 / 완복주)            | 1697년 ~ 1738년 | -               | -                            | 장풍릉 (長豊陵) |
| -      | (추존) | 세종 (世宗) (1806년 자롱 황제)     | 건강위단신의성유인자예지효무황제 (乾剛威斷神毅聖猷仁慈睿智孝武皇帝) (1806년 자롱 황제)                                                                              | 응우옌푹코앗 (Nguyễn Phúc Khoát / 阮福濶 / 완복활)        | 1714년 ~ 1765년 | -               | -                            | 장태릉 (長泰陵) |
| -      | (추존) | 예종 (睿宗) (1806년 자롱 황제)     | 총명관후영민혜화효정황제 (聰明寬厚英敏惠和孝定皇帝) (1806년 자롱 황제)                                                                                              | 응우옌푹투언 (Nguyễn Phúc Thuần / 阮福淳 / 완복순)        | 1754년 ~ 1777년 | -               | -                            | 장소릉 (長紹陵) |
| -      | (추존) | 흥조 (興祖) (1806년 자롱 황제)     | 인명근후관유온화효강황제 (仁明謹厚寬裕溫和孝康皇帝) (1806년 자롱 황제)                                                                                              | 응우옌푹루언 (Nguyễn Phúc Luân / 阮福㫻 / 완복곤)         | 1733년 ~ 1765년 | -               | -                            | 기성릉 (基聖陵) |
|        | 1      | 세조 (世祖)                        | 개천홍도입기수통신무성무준덕융공지인대효고황제 (開天弘道立紀垂統神文聖武俊德隆功至仁大孝高皇帝)                                                                     | 응우옌푹아인 (Nguyễn Phúc Ánh / 阮福映 / 완복영)          | 1762년 ~ 1820년 | 1802년 ~ 1820년 | 자롱 (Gia Long / 嘉隆)       | 천수릉 (天授陵) |
|        | 2      | 성조 (聖祖)                        | 체천창운지효순덕문무명단창술대성후택풍공인황제 (體天昌運至孝純德文武明斷創述大成厚宅豊功仁皇帝)                                                                     | 응우옌푹끼에우 (Nguyễn Phúc Kiểu / 阮福晈 / 완복교)       | 1791년 ~ 1841년 | 1820년 ~ 1841년 | 민망 (Minh Mạng / 明命)      | 효릉 (孝陵)     |
| -      | 3      | 헌조 (憲祖)                        | 소천융운지선순효관명예단문치무공성철장황제 (紹天隆運至善淳孝寬明睿斷文治武功聖哲章皇帝)                                                                             | 응우옌푹뚜옌 (Nguyễn Phúc Tuyền / 阮福暶 / 완복선)        | 1807년 ~ 1847년 | 1841년 ~ 1847년 | 티에우찌 (Thiệu Trị / 紹治)  | 창릉 (昌陵)     |
|        | 4      | 익종 (翼宗)                        | 계천형운지성달효체건돈인겸공명약예문영황제 (繼天亨運至誠達孝體健敦仁謙恭明略睿文英皇帝)                                                                             | 응우옌푹티 (Nguyễn Phúc Thì / 阮福時 / 완복시)            | 1829년 ~ 1883년 | 1847년 ~ 1883년 | 뜨득 (Tự Ðức / 嗣德)         | 겸릉 (謙陵)     |
| -      | 5      | 공종 (恭宗) (1901년 타인타이 황제) | 공혜황제 (恭惠皇帝) (1890년 타인타이 황제) 관인예철정명혜황제 (寬仁睿哲靜明惠皇帝) (1901년 타인타이 황제)                                                           | 응우옌푹응쩐 (Nguyễn Phúc Ưng Chân / 阮福膺禛 / 완복응진) | 1852년 ~ 1884년 | 1883년          | -                            | 안릉 (安陵)     |
| -      | 6      | -                                  | 폐황제 (廢皇帝) (1887년 동카인 황제) | 응우옌푹탕 (Nguyễn Phúc Thăng / 阮福昇 / 완복승)          | 1847년 ~ 1883년 | 1883년          | 히엡호아 (Hiệp Hoà / 協和)   | -               |
| -      | 7      | 간종 (簡宗) (1884년 함응이 황제)   | 소덕지효연예의황제 (紹德志孝淵睿毅皇帝) (1884년 함응이 황제) | 응우옌푹하오 (Nguyễn Phúc Hạo / 阮福昊 / 완복호)          | 1869년 ~ 1884년 | 1883년 ~ 1884년 | 끼엔푹 (Kiến Phúc / 建福)    | 배릉 (陪陵)     |
|        | 8      | -                                  | 출황제 (出皇帝) (1887년 동카인 황제) | 응우옌푹민 (Nguyễn Phúc Minh / 阮福明 / 완복명)           | 1871년 ~ 1944년 | 1884년 ~ 1885년 | 함응이 (Hàm Nghi / 咸宜)     | -               |
|        | 9      | 경종 (敬宗) (1889년 타인타이 황제) | 홍렬총철민혜순황제 (弘烈聰哲敏惠純皇帝) (1889년 타인타이 황제) 배천명운효덕인무위공홍렬총철민혜순황제 (配天明運孝德仁武偉功弘烈總哲敏惠純皇帝) (1916년 카이딘 황제) | 응우옌푹비엔 (Nguyễn Phúc Biện / 阮福昪 / 완복변)         | 1864년 ~ 1889년 | 1885년 ~ 1889년 | 동카인 (Ðồng Khánh / 同慶)   | 사릉 (思陵)     |
|        | 10     | -                                  | 황부황제 (皇父皇帝) (1907년 주이떤 황제) 폐황제 (廢皇帝) (1922년 카이딘 황제)                                                                                       | 응우옌푹찌에우 (Nguyễn Phúc Chiêu / 阮福昭 / 완복소)      | 1879년 ~ 1954년 | 1889년 ~ 1907년 | 타인타이 (Thành Thái / 成泰) | 안릉 (安陵)     |
|        | 11     | -                                  | 폐황제 (廢皇帝) (1922년 카이딘 황제) | 응우옌푹호앙 (Nguyễn Phúc Hoảng / 阮福晃 / 완복황)        | 1900년 ~ 1945년 | 1907년 ~ 1916년 | 주이떤 (Duy Tân / 維新)      | 안릉 (安陵)     |
|        | 12     | 홍종 (弘宗) (1925년 바오다이 황제) | 사천가운성명신지인효성경이모승열선황제 (嗣天嘉運聖明神智仁孝誠敬貽謨承烈宣皇帝) (1925년 바오다이 황제)                                                              | 응우옌푹뚜언 (Nguyễn Phúc Tuấn / 阮福晙 / 완복준)         | 1885년 ~ 1925년 | 1916년 ~ 1925년 | 카이딘 (Khải Ðịnh / 啓定)    | 응릉 (應陵)     |
|        | 13     | -                                  | 말황제 (末皇帝) | 응우옌푹티엔 (Nguyễn Phúc Thiển / 阮福晪 / 완복전)        | 1913년 ~ 1997년 | 1925년 ~ 1945년 | 바오다이 (Bảo Đại / 保大)    | -               |

## 역대 황후
| 대수   | 황제                              | 시호                                                         | 정식 시호 | 이름(성씨)                                                | 재위기간        | 생몰기간        | 능호                                    | 비고                   |
| ------ | --------------------------------- | ------------------------------------------------------------ | --- | --------------------------------------------------------- | --------------- | --------------- | --------------------------------------- | ---------------------- |
| (추존) | 응우옌 조조 (Triệu Tổ /阮肇祖)    | 자신정황후 (Từ Tin Tĩnh Hoàng hậu /慈信靖皇后)               | 자신소의홍인숙덕정황후 (Từ Tin Chiêu Ý Hoằng Nhân Thục Đức Tĩnh Hoàng hậu /慈信昭懿弘仁淑德靖皇后)                                                                                 | 응우옌 티 마이 (Nguyễn Thị Mai /阮氏梅 /완매)             | (추존)          | -               | 장원릉 (Trường Nguyên Lăng /長原陵)     |                        |
| (추존) | 응우옌 태조 (Thái Tổ /阮太祖)     | 자량가유황후 (Từ Lương Gia Dũ Hoàng hậu /慈良嘉裕皇后)       | 자량광숙명덕의공가유황후 (Từ Lương Quang Thục Minh Đức Ý Cung Gia Dũ Hoàng hậu /慈良光淑明德懿恭嘉裕皇后)                                                                          | 응우옌 티 (Nguyễn Thị /阮氏 /완씨)                        | (추존)          | -               | 영기릉 (Vĩnh Cơ Lăng /永基陵)           |                        |
| (추존) | 응우옌 희종 (Huy Tông /阮熙宗)    | 휘공효문황후 (Huy cung hiếu Văn Hoàng hậu /徽恭孝文皇后)     | 휘공자신온숙순장효문황후 (Huy cung Từ Thận Ôn Thục Thuận Trang hiếu Văn Hoàng hậu /徽恭慈愼溫淑順莊孝文皇后)                                                                       | 막 티 자이 (Mạc Thị Giai /莫氏佳 /막가)                   | (추존)          | 1578년 ~ 1630년 | 영연릉 (Vĩnh Diễn Lăng /永衍陵)         |                        |
| (추존) | 응우옌 신종 (Thần Tông /阮神宗)   | 정숙효소황후 (Trinh Thục Hiếu Chiêu Hoàng hậu /貞淑孝昭皇后) | 정숙자정민예혜경효소황후 (Trinh Thục Từ Tĩnh Mẫu Duệ Huệ Kính Hiếu Chiêu Hoàng hậu /貞淑慈靜敏睿惠敬孝昭皇后)                                                                      | 도안 티 안 (Đoàn Thị An /段氏安 /단안)                    | (추존)          | 1601년 ~ 1661년 | 영연릉 (Vĩnh Diên Lăng /永延陵)         |                        |
| (추존) | 응우옌 태종 (Thái Tông /阮太宗)   | 자민효철황후 (Từ Mẫn Hiếu Triết Hoàng hậu /慈敏孝哲皇后)     | 자민소성공정장신효철황후 (Từ Mẫn Chiêu Thánh Cung Tĩnh Trang Thận Hiếu Triết Hoàng hậu /慈敏昭聖恭靖莊愼孝哲皇后)                                                                  | 짜우 티 비엔 (Châu Thị Viên /朱氏園 /주원)                | (추존)          | 1625년 ~ 1684년 | 영흥릉 (Vĩnh Hưng Lăng /永興陵)         |                        |
| (추존) | 응우옌 태종 (Thái Tông /阮太宗)   | 자선효철황후 (Từ Tiên Hiếu Triết Hoàng hậu /慈僊孝哲皇后)    | 자선혜성정순정인효철황후 (Từ Tiên Huệ Thánh Trinh Thuận Tĩnh Nhân Hiếu Triết Hoàng hậu /慈僊惠聖貞順靜仁孝哲皇后)                                                                  | 똥 티 도이 (Tống Thị Đôi /宋氏堆 /송퇴)                   | (추존)          | -               | 광흥릉 (Quang Hưng Lăng /光興陵)        |                        |
| (추존) | 응우옌 영종 (Anh Tông /阮英宗)    | 자절효의황후 (Từ Tiết Hiếu Nghĩa Hoàng hậu /慈節孝義皇后)    | 자절정숙혜민헌순효의황후 (Từ Tiết Tĩnh Thục Tuệ Mẫn Hiến Thuận Hiếu Nghĩa Hoàng hậu /慈節靜淑惠敏憲順孝義皇后)                                                                     | 똥 티 린 (Tống Thị Lĩnh /宋氏領 /송령)                    | (추존)          | 1653년 ~ 1696년 | 영무릉 (Vĩnh Mậu Lăng /永茂陵)          |                        |
| (추존) | 응우옌 현종 (Hiển Tông /阮顯宗)   | 자혜효명황후 (Từ Huệ Hiếu Minh Hoàng hậu /慈惠孝明皇后)      | 자혜정숙의덕경목효명황후 (Từ Huệ Cung Thục Ý Đức Kính Mục Hiếu Minh Hoàng Hậu /慈惠恭淑懿德敬穆孝明皇后)                                                                           | 똥 티 드억 (Tống Thị Được /宋氏特 /송특)                  | (추존)          | 1680년 ~ 1716년 | 영청릉 (Vĩnh thanh Lăng /永淸陵)        |                        |
| (추존) | 응우옌 숙종 (Túc Tông /阮肅宗)    | 자의효령황후 (Từ Ý Hiếu Ninh Hoàng hậu /慈懿孝寧皇后)        | 자의광순소헌숙혜효령황후 (Từ Ý Quang Thuận Chiêu Hiến Thục Huệ Hiếu Ninh Hoàng hậu /慈懿光順昭憲淑惠孝寧皇后)                                                                      | 쯔엉 티 트 (Trương Thị Thư /張氏書 /장서)                 | (추존)          | 1690년 ~ 1720년 | 영풍릉 (Vĩnh Phong Lăng /永豊陵)        |                        |
| (추존) | 응우옌 세종 (Thế Tông /阮世宗)    | 온성효무황후 (Ôn Thành Hiếu Vũ Hoàng hậu /溫誠孝武皇后)      | 온성휘의장자육성효무황후 (Ôn Thành Huy Ý Trang Từ Dục Thánh Hiếu Vũ Hoàng hậu /溫誠徽懿莊慈毓聖孝武皇后)                                                                           | 쯔엉 티 중 (Trương Thị Dung /張氏容 /장용)                | (추존)          | 1712년 ~ 1736년 | 영태릉 (Vĩnh Thái Lăng /永泰陵)         |                        |
| (추존) | 응우옌 흥조 (Thế Tổ /阮興祖)      | 의정효강황후 (Ý Tĩnh Hiếu Khang hoàng hậu /懿靜孝康皇后)     | 의정혜공안정자헌효강황후 (Ý Tĩnh Huệ Cung An Trinh Từ Hiến Hiếu Khang Hoàng hậu /懿靜惠恭安貞慈獻孝康皇后)                                                                         | 응우옌 티 호안 (Nguyễn Thị Hoàn /阮氏環 /완환)            | (추존)          | 1738년 ~ 1811년 | 서성릉 (Thụy Thánh Lăng /瑞聖陵)        |                        |
| 제1대  | 가륭제 (Gia Long đế /嘉隆帝)      | 승천고황후 (Thừa Thiên Cao Hoàng hậu /承天高皇后)            | 승천좌성후덕자인간공 제효익정순원고황후 (Thừa Thiên Tá Thánh Hậu Đức Từ Nhân Giản Cung Tề Hiếu Dục Chính Thuận Nguyên Cao Hoàng hậu/ 承天佐聖厚德慈仁簡恭 齊孝翼正順元高皇后)      | 똥 티 란 (Tống Thị Lan /宋氏蘭 /송란)                     | 1802년 ~ 1814년 | 1762년 ~ 1814년 | 천수릉 (Thiên Thọ Lăng /天授陵)         |                        |
| 제1대  | 가륭제 (Gia Long đế /嘉隆帝)      | 순천고황후 (Thuận Thiên Cao Hoàng hậu /順天高皇后)           | 순천흥성광유화기인선 자경덕택원공고황후 (Thuận Thiên Hưng Thánh Quang Dũ Hóa Cơ Nhân Tuyên Từ Khánh Đức Trạch Nguyên Công Cao Hoàng hậu /順天興聖光裕化基仁宣 慈慶德澤元功高皇后)  | 쩐 티 당 (Trần Thị Đang /陳氏璫 /진당)                    | (추존)          | 1769년 ~ 1846년 | 천수우릉 (Thiên Thọ Hữu Lăng /天授右陵) | 명명제의 생모.         |
| 제2대  | 명명제 (Minh Mạng đế /明命帝)     | 좌천인황후 (Tá Thiên Nhân Hoàng hậu /佐天仁皇后)             | 좌천여성단정공화독경 자휘명현순덕인황후 (Tá Thiên Lệ Thánh Đoan Chính Cung Hòa Đốc Khánh Từ Huy Minh Hiền Thuận Đức Nhân hoàng hậu /佐天儷聖端正恭和篤慶 慈徽明賢順德仁皇后)       | 호 티 호아 (Hồ Thị Hoa /胡氏華)                           | (추존)          | 1791년 ~ 1807년 | 효동릉 (Hiếu Đông Lăng /孝東陵)         |                        |
| 제3대  | 소치제 (Thiệu Trị đế /紹治帝)     | 의천장황후 (Nghi Thiên Chương Hoàng Hậu /儀天章皇后)         | 의천찬성자유박혜재숙 혜달수덕인공장황후 (Nghi Thiên Tán Thánh Từ Dụ Bác Huệ Trai Túc Tuệ Đạt Thọ Đức Nhân Công Chương Hoàng hậu /儀天贊聖慈裕博惠齋肅 慧達壽德仁功章皇后)          | 팜 티 항 (Phạm Thị Hằng /范氏姮 /범항)                    | (추존)          | 1810년 ~ 1901년 | 창수릉 (Xương Thọ Lăng /昌壽陵)         | 사덕제의 생모.         |
| 제4대  | 사덕제 (Tự Đức đế /嗣德帝)        | 여천영황후 (Lệ Thiên Anh Hoàng hậu /儷天英皇后)              | 여천보성장의순효근서 온자현명정수영황후 (Lệ Thiên Phụ Thánh Trang Ý Thuận Hiếu Cần Thứ Ôn Từ Hiền Minh Tĩnh Thọ Anh Hoàng hậu /儷天輔聖莊懿順孝勤恕 溫慈賢明靜壽英皇后)            | 부 티 하이 (Vũ Thị Hài /武氏諧 /무해)                     | (추존)          | 1828년 ~ 1902년 | 겸수릉 (Khiêm Thọ Lăng /謙壽陵)         | 육덕제의 양모.         |
| (추존) | 서태왕 (Thoại Thái Vương /瑞太王) | 서태왕비 (Thụy Thái vương phi /瑞太王妃)                     | 장숙서태왕비 (Trang Thục Thụy Thái vương phi /莊淑瑞太王妃) | 레 티 응 (Lê Thị Ứng /黎氏應 /여응)                       | -               | ? ~ 1859년      | -                                       | 육덕제의 생모.         |
| 제5대  | 육덕제 (Dục Đức đế /育德帝)       | 자명혜황후 (Từ Minh Huệ Hoàng hậu /慈明惠皇后)               | 자명숙선유순혜황후 (Từ Minh Thục Thiện Nhu Thuận Huệ Hoàng hậu /慈明淑善柔順惠皇后)                                                                                                | 판 티 디에우 (Phan Thị Điều /潘氏調 /반조)                | (추존)          | 1855년 ~ 1906년 | 안릉 (An Lăng /安陵)                    |                        |
| (추존) | 견태왕 (Kiên Thái Vương /堅太王)  | 견태왕비 (Kiến Thái Vương Phi /堅太王妃)                     | 단유견태왕비 (Đoan Nhu Kiến Thái Vương Phi /端柔堅太王妃) | 부 티 탄 (Bùi Thị Thanh /裴氏淸 /배청)                    | -               | 1845년 ~ 1900년 | -                                       | 건복제, 동경제의 생모. |
| 제9대  | 동경제 (Đồng Khánh đế /同慶帝)    | 보천순황후 (Phụ Thiên Thuần Hoàng hậu /輔天純皇后)           | 보천익성곤원창명목자 광후장정인수순황후 (Phụ Thiên Dực Thánh Khôn Nguyên Xương Minh Mục Từ Quảng Hậu Trang Tĩnh Nhân Thọ Thuần Hoàng hậu /輔天翊聖坤元昌明穆慈 廣厚莊靜仁壽純皇后) | 응우옌흐우 티 냔 (Nguyễn Hữu Thị Nhàn /阮有氏嫻 /완유 한) | (추존)          | 1870년 ~ 1935년 | 사명릉 (Tư Minh Lăng /思明陵)           |                        |
| 제9대  | 동경제 (Đồng Khánh đế /同慶帝)    | 우천순황후 (Hựu Thiên Thuần Hoàng hậu /佑天純皇后)           | 우천상성곤의창덕관후 자화수강장숙순황후 (Hựu Thiên Tương Thánh Khôn Nghi Xương Đức Khoan Hậu Từ Hòa Thọ Khang Trang Túc Thuần Hoàng hậu /佑天相聖坤儀昌德寬厚 慈和壽康莊肅純皇后)  | 즈엉 티 툭 (Dương Thị Thục /楊氏熟 /양숙)                 | (추존)          | 1868년 ~ 1944년 | 사총릉 (Tư Thông Lăng /思聰陵)          | 계정제의 생모.         |
| 제12대 | 계정제 (Khải Định đế ／啓定帝)    | 단휘황태후 (Đoan Huy Hoàng Thái Hậu /端徽皇太后)             | - | 호앙 티 꾹 (Hoàng Thị Cúc /黃氏菊 /황국)                  | (추존)          | 1890년 ~ 1980년 | 응릉 (Ứng Lăng /應陵)                   |                        |
| 제13대 | 보대제 (Bảo Đại đế /保大帝)       | 남방황후 (Nam Phương Hoàng hậu /南芳皇后)                    | - | 응우옌흐우 티 란 (Nguyễn Hữu Thị Lan //阮有氏蘭/완유 란)  | 1934년 ~ 1945년 | 1913년 ~ 1963년 | -                                       |                        |
| 제13대 | 보대제 (Bảo Đại đế /保大帝)       | 태방황후 (Thái Phương Hoàng hậu /泰芳皇后)                   | - | 모니크 마리에 외젠 보도 (Monique Marie Eugene Baudot)     | -               | 1946년 ~        | -                                       |                        |

## 같이 보기
- 베트남의 역사
- 베트남 왕국